# Kiggaluk
Kiggaluk (ᑭᒡᒐᓗᒃ en inuktitut, Kigaluk en anglais : possiblement dérivé de ᑭᒡᒑᓗᒃ, « rat musqué »[réf. nécessaire]) est une terre réservée inuite administrée par la Société foncière Kigaluk de Chisasibi à l'usage de la minorité inuite de la communauté de Chisasibi (Mailasik, en inuktitut), dans la région administrative Nord-du-Québec du Québec.

## Histoire
La cohabitation séculaire des Cris et des Inuits à l'embouchure de La Grande Rivière est attestée,. La Convention de la Baie-James et du Nord québécois prévoit la mise en réserve d'une terre d'une superficie de 17,4 mi2 (45,1 km2) pour l'usufruit des Inuits de Fort George. Le lot 8 du cadastre du Bassin-de-la-Grande-Rivière est arpenté en 1982, puis cédé en 1998 à la Corporation foncière de Fort-George, devenue Société foncière Kigaluk de Chisasibi. 
Kiggaluk est aujourd'hui inclus dans le territoire équivalent de Jamésie.